# 生石鼻

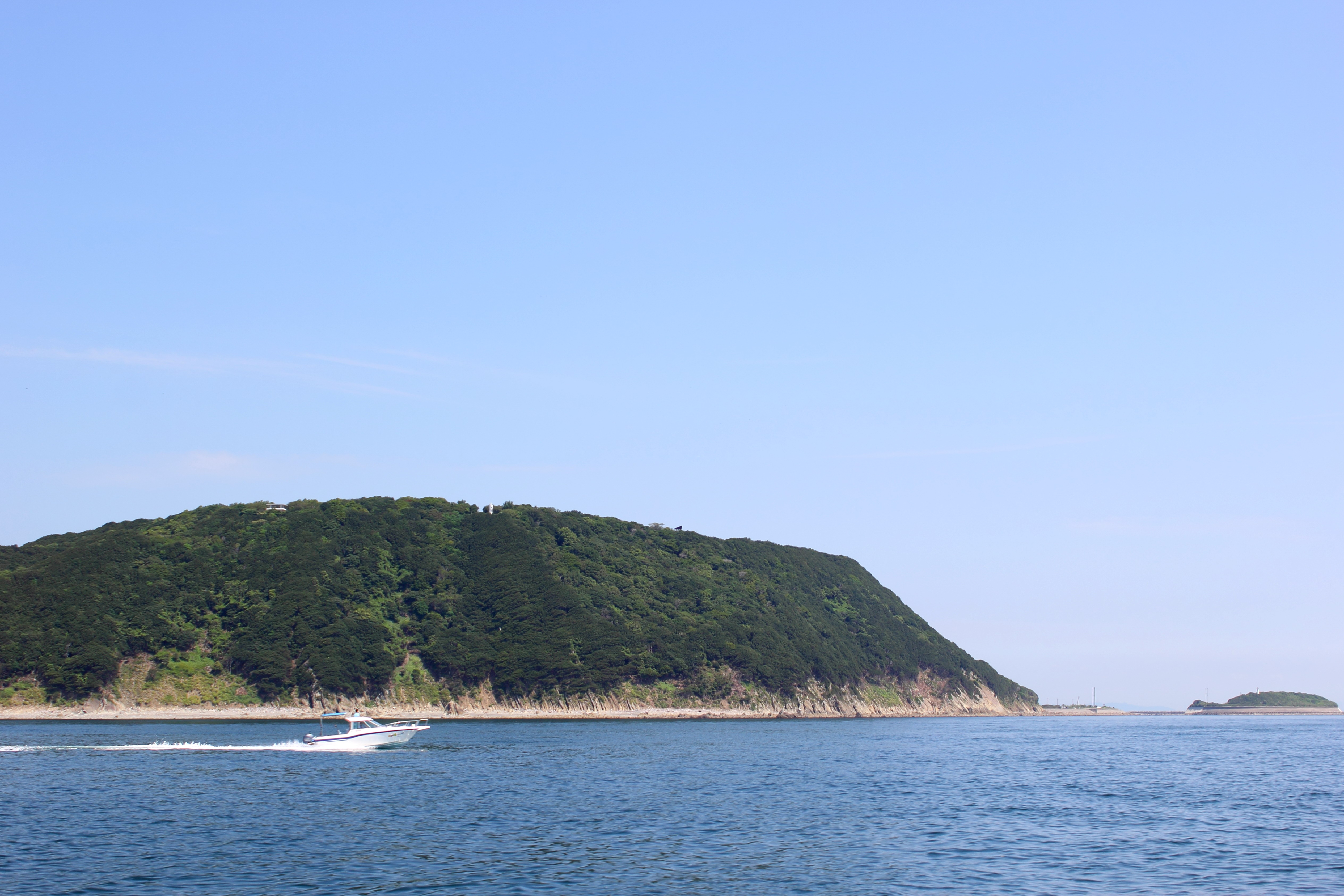
海上より望む生石鼻

生石鼻（おいしのはな）は、兵庫県洲本市由良町由良に位置し、紀伊水道北端に面する岬。「おいしざき」とも。

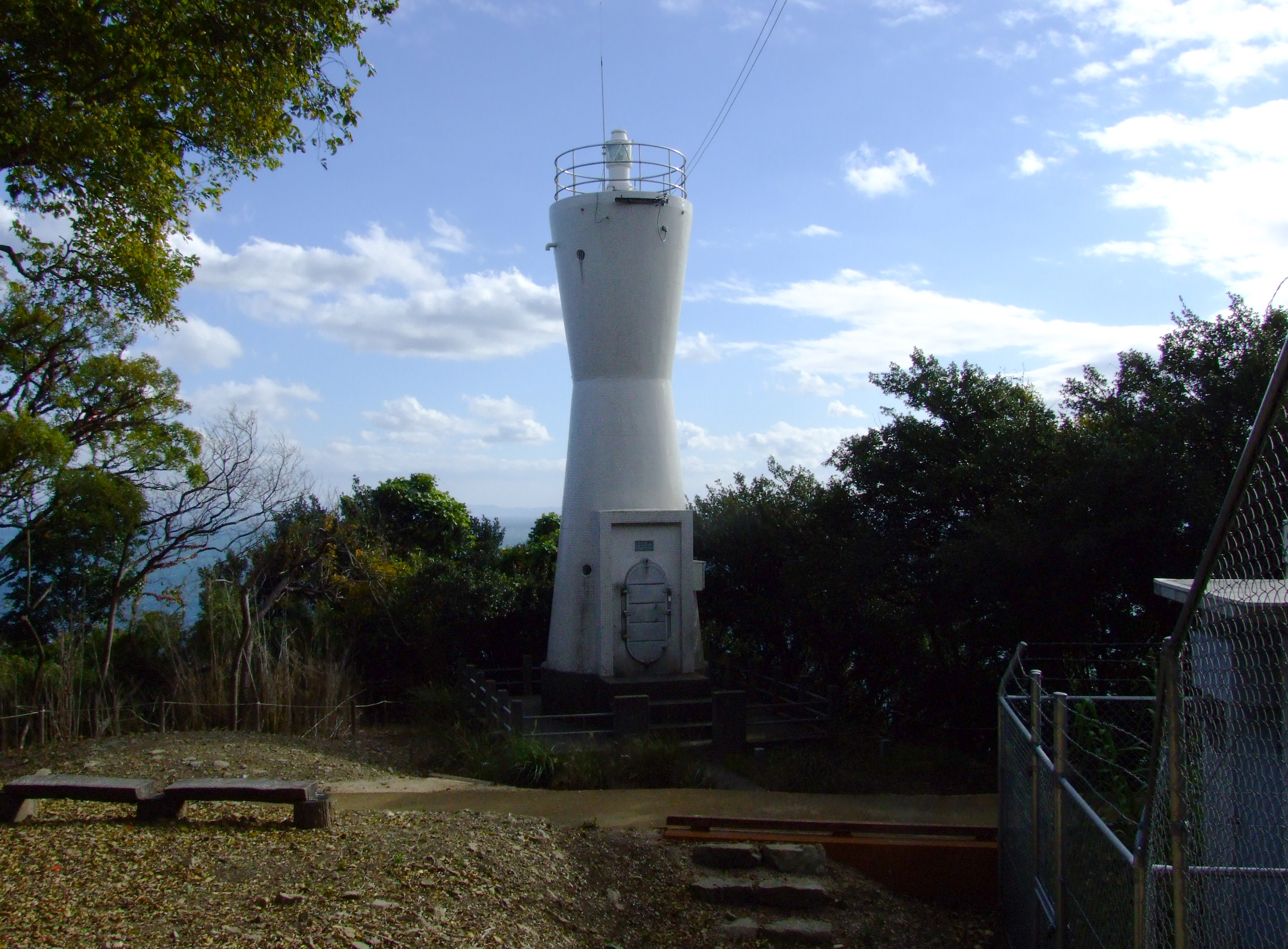
生石鼻燈台

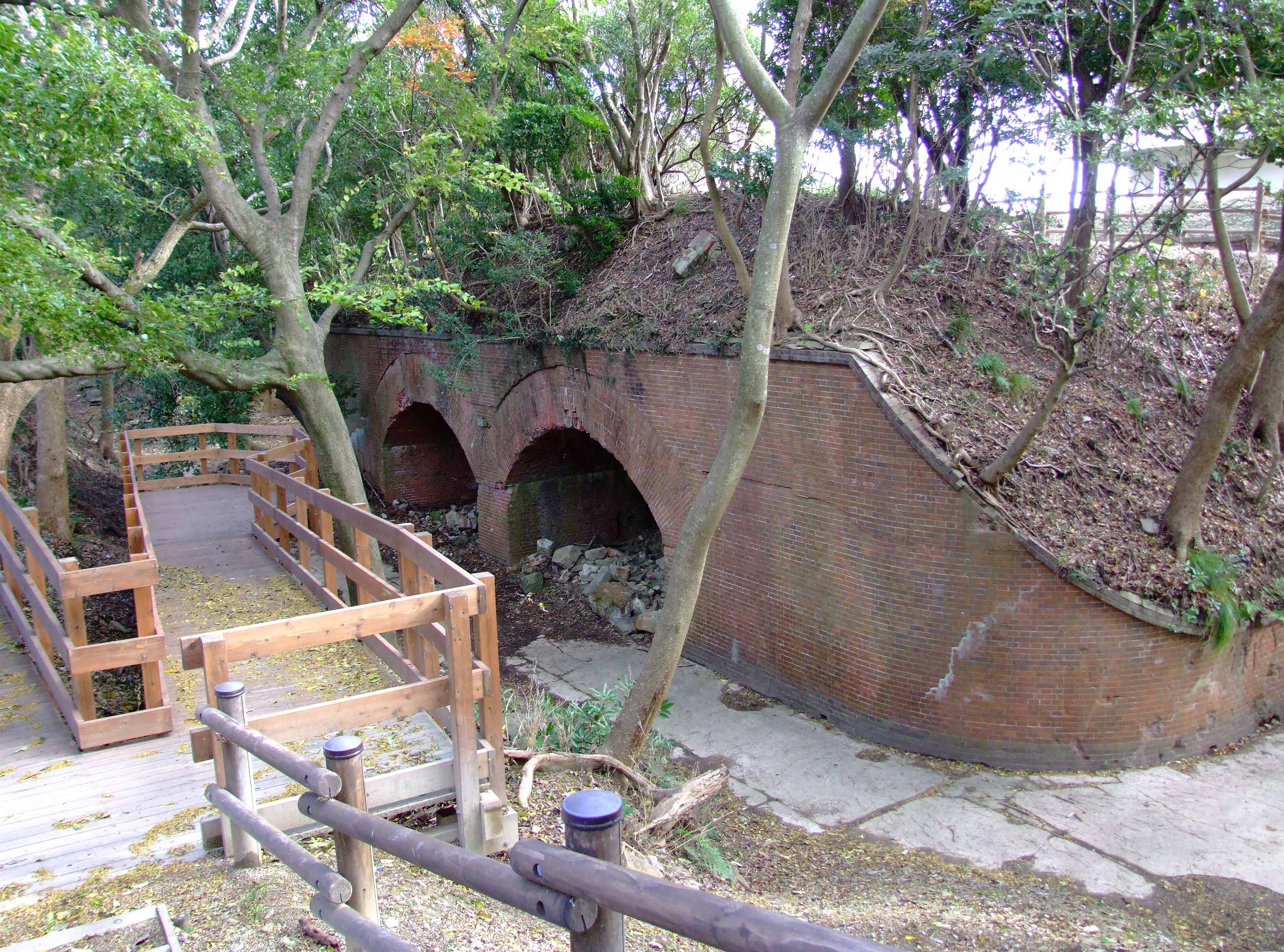
生石山第一砲台の遺構

淡路島の南東端。瀬戸内海国立公園の一部。

## 概要
淡路島南部を東西に連なる諭鶴羽山地の東端にあたり、東の紀淡海峡及び友ヶ島を隔てて紀伊半島（田倉崎）と対峙する。岬の周囲は海食崖が発達しクロマツや照葉樹が生い茂る。北の由良湾に「淡路橋立」と呼ばれる成ヶ島が長い砂州を伸ばしているのが眺められる。
背後の生石山には、
- 生石鼻灯台と無線塔が立つ。
- 生石山の砲台と堡塁 - 紀淡海峡は大阪湾防衛の要地とみなされていたため、明治23年(1890年)、旧陸軍により由良要塞が築かれた。現在も付近には砲台や要塞の遺構が残り、一帯は生石公園として整備されている。

## 観光
- 生石神社
- 立川水仙郷

## 交通
- 洲本バスセンターより洲本市コミュニティバス　生石口下車
- 兵庫県道76号洲本灘賀集線